# Прапор Магаданської області
Прапор Магаданської області є символом Магаданської області. Прийнято 28 грудня 2001 року.

## Опис
Прапор Магаданської області є червоним полотнищем, у нижній його частині біло-сині хвилі, а в кантоні — герб Магаданської області. Гербовий щит разделён втричі частини, Y-образно. У верхньої червоной частини герба зображені зливки (срібний і двоє золотих), і натомість золотих геологічного молотка і кирки. У другій блакитної частини герба зображені гідростанція і літак. У третій синьої частини — три риби. Ці символи символізують головні галузі промисловості Магаданської області: гірничодобувну, рибну, енергетику і транспорт.